# Al-Habbaniyya
al-Habbaniyya (arabiska الحبانية) är en stad i provinsen al-Anbar i centrala Irak. I närheten av staden finns Habbaniyya-sjön.